# 副棘茄魚
副棘茄魚（Halieutichthys aculeatus），是一種鮟鱇目棘茄魚科的魚類，分佈於西大西洋、北卡羅萊納、墨西哥灣北岸至南美洲北部的亞熱帶、沙質、深45–820公尺的珊瑚礁。
屬底棲魚類，以沙幅蓋自己。呈圓形扁平狀，故英文稱為pancake batfish。
2010年在墨西哥灣受當年漏油事件直接影響的水域發現本屬的兩個新品種，即Halieutichthys intermedius和Halieutichthys bispinosus。

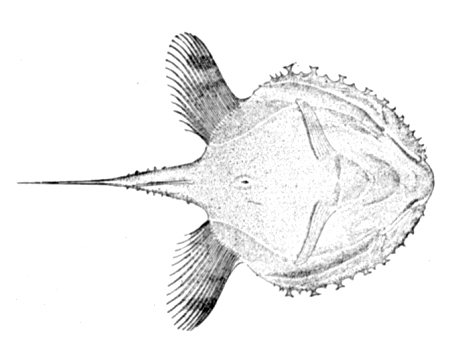
仰視
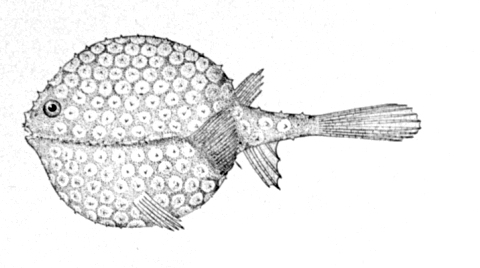
側面